# Siergiej Lebiediew (generał)

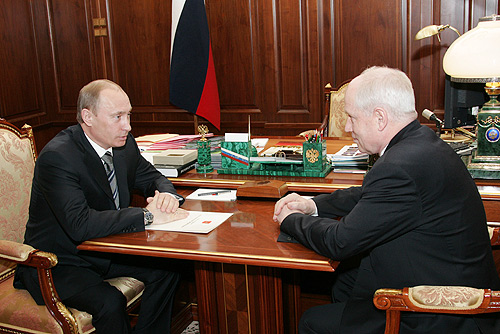
Siergiej Liebiediew wraz z prezydentem Federacji Rosyjskiej Władimirem Putinem w 2008

Siergiej Nikołajewicz Lebiediew (ros. Сергей Николаевич Лебедев, ur. 9 kwietnia 1948 w Dżyzaku) – rosyjski funkcjonariusz służb specjalnych oraz polityk. W latach 2000–2007 dyrektor Federalnej Służby Bezpieczeństwa Federacji Rosyjskiej. Od 2007 sekretarz generalny Wspólnoty Niepodległych Państw. Generał armii.

## Życiorys

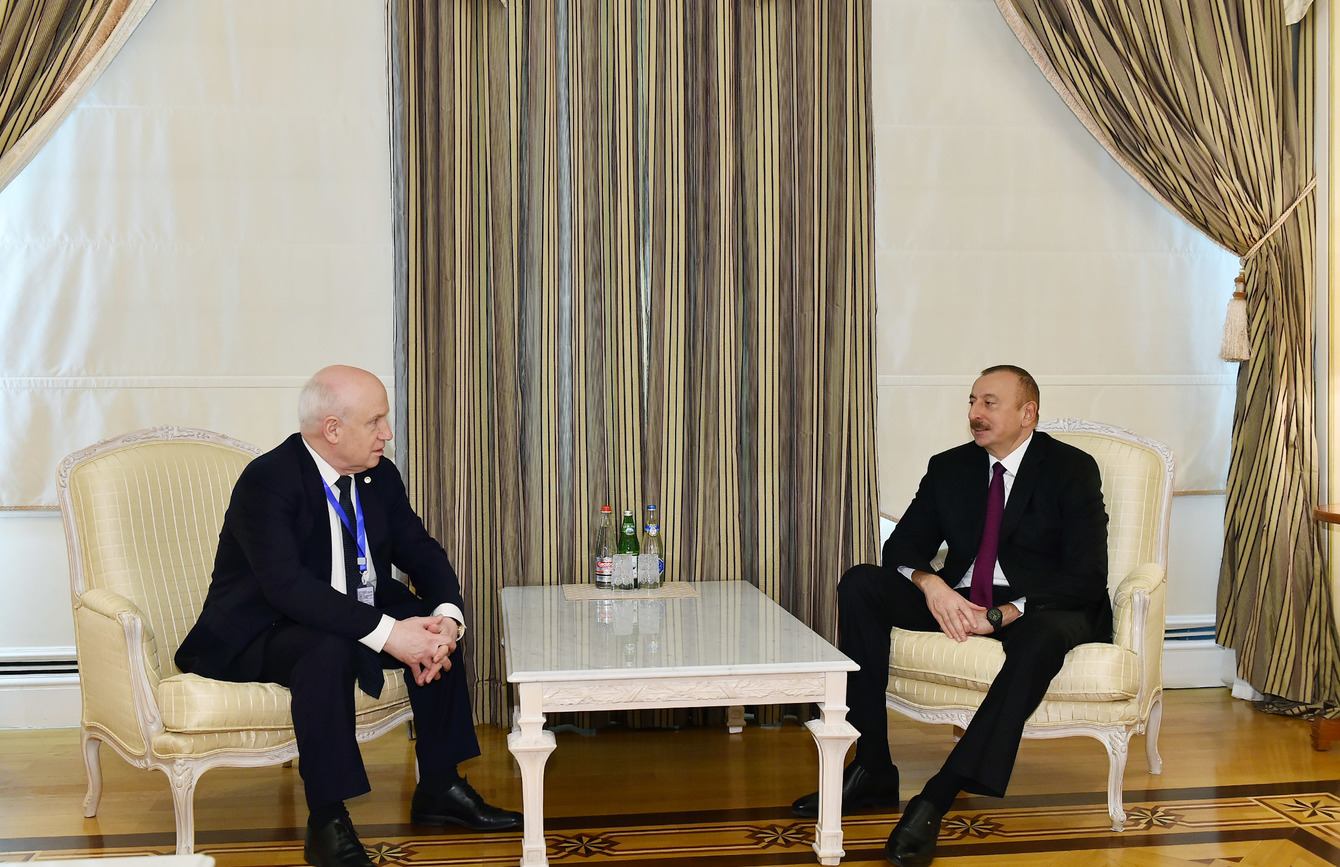
Siergiej Lebiediew obok prezydenta Azerbejdżanu İlhama Əliyeva w 2018

W 1970 ukończył filię Kijowskiego Instytutu Politechnicznego w Czernihowie z tytułem inżyniera-mechanika. Następnie podjął w nim pracę. W latach 1971–1972 służył w Armii Radzieckiej.
Od 1973 roku służba w organach bezpieczeństwa (KGB), od 1975 roku w wywiadzie (I Zarząd Główny KGB). Ukończył Kijowską Szkołę KGB (przygotowanie kontrwywiadowcze) oraz Instytut Czerwonego Sztandaru KGB (przygotowanie wywiadowcze). W 1978 roku z wyróżnieniem  zakończył studia w Akademii Dyplomatycznej MSZ ZSRR. Przeszedł wszystkie szczeble kariery od  szeregowego oficera operacyjnego do oficjalnego przedstawiciela SWR w Stanach Zjednoczonych (1998-2000). Wielokrotnie służbowo i długie okresy przebywał za granicą (RFN, NRD, później zjednoczone Niemcy). Od 20 maja 2000 do 5 października 2007 był dyrektorem Służby Wywiadu Zagranicznego.
Włada niemieckim i angielskim.

## Ordery i odznaczenia
- Order „Za zasługi dla Ojczyzny” IV klasy
- Order Aleksandra Newskiego (2013)[1]
- Medal „Za nienaganną służbę” I klasy
- Medal „Za nienaganną służbę” II klasy
- Medal „Za nienaganną służbę” III klasy
- Order „Za zasługi” III klasy (Ukraina, 2013)[2]
- Order Stefana Wielkiego (Mołdawia)[3]
- Order „Danaker” (Kirgistan, 2003)[4]
- Order Przyjaźni (Uzbekistan, 2018)
- Order Przyjaźni Narodów (Białoruś, 2002)[5]
- Order Honoru (Białoruś, 2018)[6][7]
- Order Neutralności (Turkmenistan, 2019)[8]
- Medal „20 lat powstania Republiki Kazachstanu” (Kazachstan, 2012)
- Order Świętego Sergiusza Radoneżskiego I klasy (Rosyjski Kościół Prawosławny, 2005)
- Honorowy Dyplom Rządu Federacji Rosyjskiej (2008)